# El automóvil gris
El automóvil gris es una de las primeras películas mexicanas y la más célebre del cine mudo de ese país. Filmada originalmente como una serie de 12 episodios, la historia está basada en hechos reales ocurridos en 1915 y fue una superproducción que superó las expectativas del público y la crítica en el naciente cine mexicano. Protagonizada por un policía verdadero (Cabrera), incluye escenas verídicas del fusilamiento de los ladrones, filmadas por el propio Rosas.
La serie se divide en dos partes: la primera muestra los diversos robos cometidos por una banda, y la segunda, las pesquisas ejecutadas por la policía y las sucesivas detenciones de los bandidos. La cinta se estrenó el 11 de diciembre de 1919, pero posteriormente fue reeditada y sonorizada por su editor original (Miguel Vigueras) en 1933, para compilarla en una sola película, aunque durante el proceso de edición se perdieron varias partes originales de la serie. El automóvil gris es la primera película silente restaurada por el Laboratorio de Restauración Digital de la Cineteca Nacional.
Ocupa el puesto nro. 98 dentro de la lista de las 100 mejores películas del cine mexicano, según la opinión de 25 críticos y especialistas del cine en México, publicada por la revista Somos en julio de 1994.

## Sinopsis
La alta sociedad de la Ciudad de México sufre por una ola de crímenes cometidos por una banda de ladrones de joyas (un grupo de hombres, disfrazados de militares, allanan las casas con órdenes de cateo falsas), por lo que el detective Cabrera (el propio Juan Manuel Cabrera, detective en la vida real) trata de atrapar a los malhechores. Una de las víctimas de asaltos, por su propia cuenta y con autorización del inspector de la policía, captura a dos de los miembros de la banda; otros miembros se esconden en otras ciudades (Puebla, Apan). En una de las escenas finales de la película, el juez condena a los hombres de la banda a la pena de muerte, y a las mujeres de algunos de ellos que también fueron cómplices a diez años de prisión a partir de la fecha del juicio. Uno de los miembros de la banda se casa con su prometida poco tiempo antes de ser fusilado, con ayuda del sacerdote que acude a la cárcel a confesarlos a todos. Los demás brindan con ponche por el matrimonio. El comentario siguiente aparece pocos instantes de la escena de la ejecución:

«La escena del fusilamiento, a su natural horror, reúne su autenticidad. Con su absoluto realismo, hemos querido demostrar cuál es el único fin que espera al delincuente.»

## Reparto
- Juan Canals de Homs - Higinio Granda
- Joaquín Coss - don Vicente González
- Juan Manuel Cabrera - detective inspector Cabrera
- Ángel R. Esquivel - Francisco Oviedo
- Manuel de los Ríos - Ángel García Chao
- Miguel Ángel Ferriz Sr. - Rafael Mercadante
- Valentín Asperó - Luis Hernández
- Enrique Cantalaúba - Rubio Navarrete
- Gerardo López del Castillo - Luis León
- Ernesto Finance - Bernardo Quintero
- María Mercedes Ferriz - Carmen
- Dora Vila - Ernestina
- María Tereza Montoya - mujer de Risco
- Russo Conde - el Plegado
- Francisco Pesado - José Fernández
- Carlos E. González - Santiago Risco
- Jesús Ojeda - Ángel Fernández
- Alfonso Vallejo - el español
- Antonio Galé - el millonario Mancera
- José Torres Ovando - 	Quiñonez
- Carlos Obregón - 	padre de Ernestina
- Francisco Ferriz[2]

## Lanzamiento
La película fue realizada en 12 episodios y 3 jornadas.
| Primera jornada 1. El rapto. 2. Cara a cara. 3. El exfoliador. 4. La esquela de defunción. | Segunda jornada 5. La estratagema. 6. Sálvese el que pueda. 7. Un papel insignificante. 8. El hombre de la cicatriz. | Tercera jornada 9. En la chapa del alma. 10. José Francisco y Bernardo. 11. Un patíbulo. 12. Un misterio |

### Versión sonora
Con la llegada del cine sonoro, el hijo del realizador Rodolfo Rosas Priego trabajó una versión musicalizada de la película, la cual eliminaba los títulos explicativos y el formato episódico, dando con una versión de 100 minutos.
En 1957, se lanzó una nueva versión sonorizada con narración de Víctor Alcocer acompañada de voces de Alcocer, Juan Domingo Méndez, José María Iglesias y Víctor Guajardo.
En 2002, una interpretación benshi del filme se llevó a cabo en la Cineteca Nacional.

### Restauración
En 2009, la familia Rosas Priego entregó en custodia a la Cineteca Nacional los rollos de nitrato de la película. En 2012, el Laboratorio de Restauración Digital empezó a trabajar en una restauración de la película a partir de una copia entintada del filme que data de 1937, a la cual se le incorporaron escenas de la versión de 1933 y una versión abreviada del serial que data de 1920, la cual incluía 88 escenas inéditas. Dicha restauración dio con una versión que dura tres horas con 43 minutos, la cual se estrenó en la Cineteca el 7 de abril de 2016 en una función acompañada de música compuesta por José María Serralde.
En 2018, la Cineteca lanzó una edición limitada en Blu-ray de dos discos: uno con la película restaurada y otro con material extra.

## Datos adicionales
- Se realizó antes de que se crearan las academias de cine.
- La versión distribuida por la Filmoteca de la UNAM incluye otras escenas breves del mismo director:
  - En defensa propia (Azteca Film, 1917),
  - La tigresa (íd., 1917),
  - La soñadora (íd., 1917)
  - en la película Si me viera don Porfirio (El rancho de la discordia), (comedia de enredos producida en 1950 por Rodolfo Rosas Priego, nieto del director), aparecen escenas originales, filmadas en 1905, en las que Porfirio Díaz inaugura una exposición ganadera en Coyoacán)